# 延岡市立延岡小学校
延岡市立延岡小学校（のべおかしりつ のべおかしょうがっこう）は、宮崎県延岡市大貫町一丁目にある公立小学校。

## 概要
延岡市中心部に位置し、市内で最も長い歴史のある小学校である。

## 沿革
- 1889年10月25日 - 延岡町立延岡小学校として創立。
- 1910年 - 岡富小学校が分離。
- 1933年2月[1] - 延岡町の市制施行により、延岡市立延岡小学校に改称。
- 1934年4月 - 高等科を惣領町に創設した延岡高等小学校に統合[1]。
- 1941年4月 - 国民学校令により、延岡国民学校と改称[1]。
- 1947年4月 - 学制改革により、延岡市立延岡小学校と改称。
- 1949年10月 - 本小路に新校舎落成[1]。
- 1973年 - 現在地に校舎完成。
- 2002年4月 - 学校週5日制スタート[2]。
- 2009年11月 - 創立120周年記念式典挙行[3]。

## 通学区域
延岡小学校の通学区域には以下の区域が指定されている。
- 大貫町一丁目-三丁目、五丁目の全部、四丁目と六丁目の一部
- 北町
- 桜小路
- 新町
- 須崎町
- 中央通
- 天神小路
- 中町

- 西階町一丁目の一部
- 野地町三丁目の一部、五丁目の全部
- 東本小路
- 船倉町
- 本小路
- 本町
- 南町
- 柳沢町

## 学校周辺
- 延岡年金事務所 - 延岡市道をはさんで、敷地が隣接。
- 宮崎県延岡保健所 - 延岡市道をはさんで、敷地が隣接。
- 国土交通省九州地方整備局延岡河川事務所
- 宮崎県警延岡運転免許センター - 延岡市道をはさんで、敷地が隣接。
- 大貫簡易郵便局
- アスリートタウン延岡（延岡市民体育館）
- 北部福祉子どもセンター
- 延岡労働基準監督署
- 亀井神社
- 大瀬川
- 城山公園
  - 延岡城址
- 延岡城・内藤記念館博物館
- 延岡市立図書館
- 延岡市立岡富中学校
- このほか、学校北東側には、延岡市役所などの中心街が広がる。

## アクセス
- 宮崎交通
  - 44系統で、「延岡市民体育館」停留所下車後、徒歩約145m・約数分。
    - ただし、延岡駅発8時台と延岡駅行17時台の1往復しか運行されない。

  - 40系統で、「東大貫」停留所下車後、徒歩約240m・約4分。

## 著名な卒業生
- 若山牧水 - 歌人
- 後藤勇吉 - 日本初の民間パイロット
- 磯貝一 - 柔道家